# Campionato del mondo giovanile di scacchi

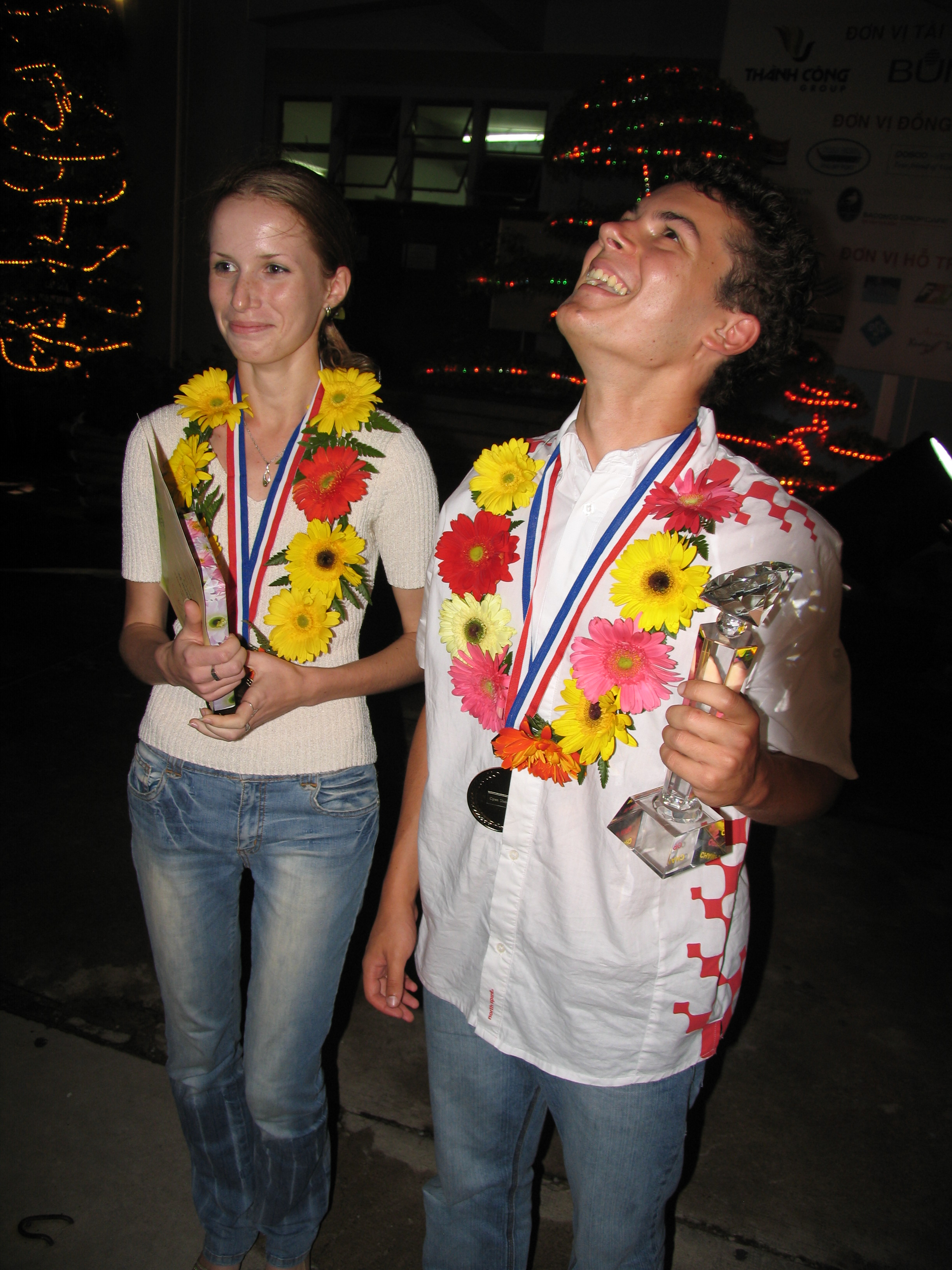
Ivan Šarić e Valentina Golubenko, vincitori Under 18 nel 2008.

Il Campionato del mondo giovanile di scacchi è una competizione scacchistica riservata a giocatori e giocatrici di età compresa dai 0 ai 18 anni.
Dal 2016 il campionato è diviso in due eventi che si svolgono in due sedi diverse: il World Cadets Chess Championship, per le fasce di età che comprendono gli under 12, gli under 10 e gli under 8; il World Youth Chess Championship, per le fasce di età che comprendono gli under 18, gli under 16 e gli under 14. Per ogni fascia d'età è previsto un torneo per un totale di tre per ogni evento, sei in totale. Per ogni fascia è previsto sia un torneo assoluto che femminile.
A partire dal 2017, la FIDE organizza il World Cadets Rapid and Blitz Chess Championship, con cadenza rapid e blitz, nelle categorie under-12, 10 e 8.
Per la fascia d'età under-20 la FIDE organizza una competizione a parte, il Campionato del mondo juniores di scacchi.

## Storia
La prima edizione si è svolta nel 1974 a Pont-Sainte-Maxence, per iniziativa della Federazione scacchistica francese, con la denominazione "Campionato del mondo dei cadetti", e prevedeva solo la sezione maschile under-18. Per diversi anni ha avuto cadenza irregolare.
A partire dal 1987 il campionato si è svolto sotto l'egida della Federazione scacchistica internazionale (FIDE), con cadenza annuale e comprendente anche la sezione femminile.
Nel 2020 e nel 2021 il torneo a tavolino non si è disputato a causa della Pandemia di COVID-19, nel 2020 la FIDE ha sostituito il torneo dal vivo con l'Online World Cadets & Youth Rapid Chess Championships.

## Formula e regolamenti
Per ogni fascia è previsto un torneo a sistema svizzero con almeno undici turni di gioco. Ogni giocatore deve aver compiuto l'età massima di una fascia non prima del 1º gennaio dell'anno in cui si svolge il torneo. La partecipazione ai campionati è a discrezione di ogni federazione nazionale, che può iscrivere un solo membro per ogni torneo di fascia (uno per la categoria assoluta/open, uno per il femminile di ogni fascia). A questi si aggiungono i primi 3 classificati per ogni fascia della precedente edizione, i campioni giovanili dei campionati continentali. Il tempo di gioco è quello standard stabilito dalla Federazione Internazionale degli Scacchi per i tornei organizzati direttamente dalla medesima, ovvero 90 minuti per le prime 40 mosse, 30 minuti aggiuntivi per il resto della partita, 30 secondi di incremento per mossa a partire da mossa 1.

## Albo d'oro dei vincitori

### Torneo under-18

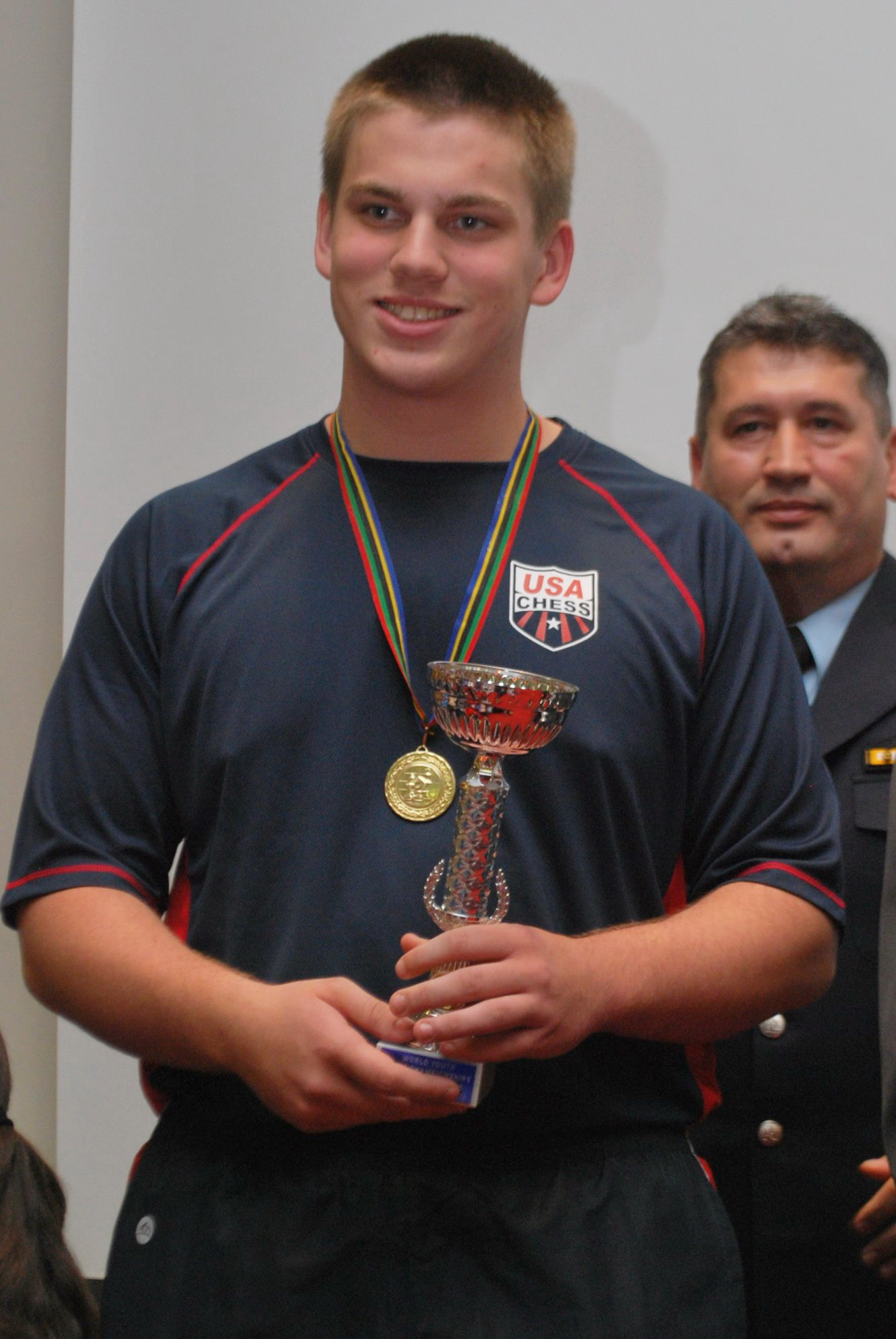
Under 18: Steven Zierk durante la premiazione dell'edizione 2010

| Anno | Località            | Torneo maschile                 | Torneo femminile      |
| ---- | ------------------- | ------------------------------- | --------------------- |
| 1974 | Pont-Sainte-Maxence | Jonathan Mestel                 | non disputato         |
| 1975 | Creil               | David Goodman                   | non disputato         |
| 1976 | Wattignies          | Nir Grinberg                    | non disputato         |
| 1977 | Cagnes-sur-Mer      | Jon Arnason                     | non disputato         |
| 1978 | Sas van Gent        | Paul Motwani                    | non disputato         |
| 1979 | Belfort             | Marcelo Tempone                 | non disputato         |
| 1980 | Le Havre            | Valerij Salov                   | non disputato         |
| 1987 | San Juan            | Gustavo Hernandez               | Hulda Figueroa        |
| 1988 | Aguadilla           | Michael Hennigan                | Amelia Hernández      |
| 1989 | Aguadilla           | Vladimir Hakobyan               | Katrin Aladžova       |
| 1990 | Singapore           | Sergej Tivjakov                 | Elena Radu-Cosma      |
| 1991 | Guarapuava          | Vladimir Kramnik                | Nataša Strizak        |
| 1992 | Duisburg            | Konstantin Sakaev               | İlahə Qədimova        |
| 1993 | Bratislava          | Zoltán Almási                   | İlahə Qədimova        |
| 1994 | Seghedino           | Pëtr Svidler                    | Inna Haponenko        |
| 1995 | Guarapuava          | Robert Kempiński                | Corina Peptan         |
| 1996 | Cala Galdana        | Rafael Leitão                   | Marta Zielińska       |
| 1997 | Erevan              | Ruslan Ponomarëv                | Rusudan Goletiani     |
| 1998 | Oropesa del Mar     | Nicholas Pert                   | Ruth Sheldon          |
| 1999 | Oropesa del Mar     | Dmitrij Kokarev                 | Aarthie Ramaswamy     |
| 2000 | Oropesa del Mar     | Francisco Vallejo Pons          | Zeynəb Məmmədyarova   |
| 2001 | Oropesa del Mar     | Dmitrij Jakovenko               | Sopio Gvetadze        |
| 2002 | Heraklion           | Ferenc Berkes                   | Elisabeth Pähtz       |
| 2003 | Porto Carras        | Şəhriyar Məmmədyarov            | Nana Dzagnidze        |
| 2004 | Heraklion           | Radosław Wojtaszek              | Jolanta Zawadzka      |
| 2005 | Belfort             | Il'dar Chajrullin               | Maka Purtseladze      |
| 2006 | Batumi              | Arik Braun                      | Dronavalli Harika     |
| 2007 | Adalia              | Ivan Popov                      | Valentina Gunina      |
| 2008 | Vũng Tàu            | Ivan Šarić                      | Valentina Golubenko   |
| 2009 | Adalia              | Maksim Matlakov                 | Ol'ga Girja           |
| 2010 | Porto Carras        | Steven Zierk                    | Nərmin Kazımova       |
| 2011 | Caldas Novas        | Samvel Ter-Sahakyan             | Meri Arabidze         |
| 2012 | Maribor             | Dariusz Świercz                 | Aleksandra Gorjačkina |
| 2013 | Al-Ain              | Pouya Idani                     | Lidia Tomnikova       |
| 2014 | Durban              | Oleksandr Bortnyk               | Dinara Säduakasova    |
| 2015 | Porto Carras        | Masoud Mosadeghpour             | M. Mahalakshmi        |
| 2016 | Chanty-Mansijsk     | Manuel Petrosyan                | Stavroula Tsolakidou  |
| 2017 | Montevideo          | José Eduardo Martínez Alcántara | Laura Unuk            |
| 2018 | Porto Carras        | Viktor Gazik                    | Polina Shuvalova      |
| 2019 | Mumbai              | Rameshbabu Praggnanandhaa       | Polina Shuvalova      |
| 2020 | Online              | Nihal Sarin                     | Carissa Yip           |
| 2021 | Online              | Nikolaus Spyropoulos            | Govhar Beydullayeva   |
| 2022 | Mamaia              | Shawn Rodrigue-Lemieux          | Mariam Mkrtchyan      |
| 2023 | Montesilvano        | Aleksej Grebnev                 | Ayan Allahverdiyeva   |
| 2024 | Florianópolis       | Aleksey Grebnev                 | Olga Dm. Karmanova    |

### Torneo under-16

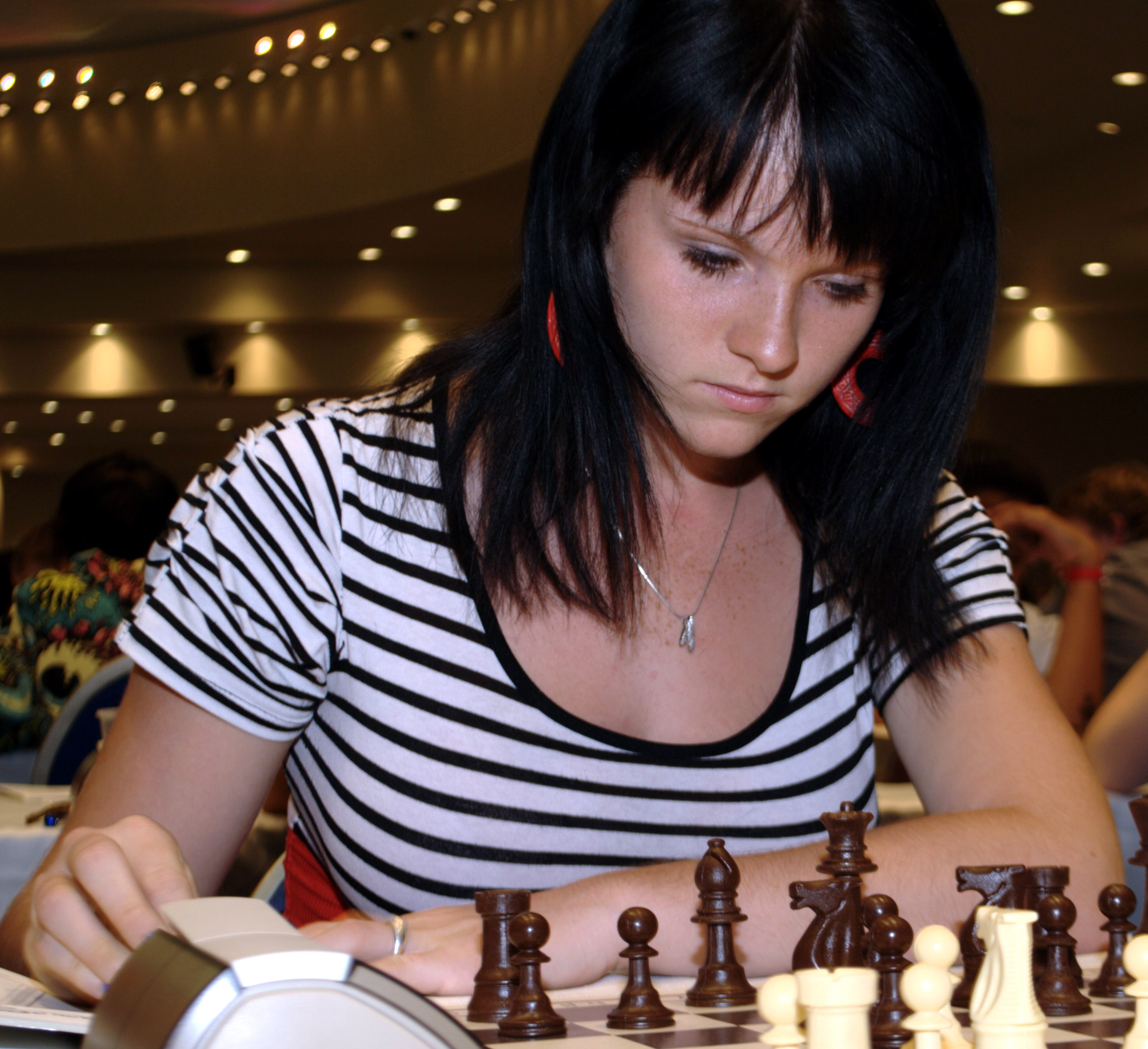
Under 16: Kinga Zakościelna a Porto Carras nel 2010

| Anno | Località            | Torneo maschile        | Torneo femminile        |
| ---- | ------------------- | ---------------------- | ----------------------- |
| 1981 | Embalse             | Stuart Conquest        | Zsuzsa Polgár [6]       |
| 1982 | Guayaquil           | Evgenij Bareev         | non disputato           |
| 1983 | Bucaramanga         | Aleksej Dreev          | non disputato           |
| 1984 | Champigny-sur-Marne | Aleksej Dreev          | Ildikó Mádl             |
| 1985 | Petah Tiqwa         | Eduardo Rojas          | Mirjana Marić           |
| 1986 | Río Gallegos        | Vladimir Hakobyan      | Katrin Aladjova         |
| 1987 | Innsbruck           | Hannes Stefansson      | Alisa Galljamova        |
| 1988 | Timișoara           | Aleksej Širov          | Alisa Galljamova        |
| 1989 | Aguadilla           | Sergej Tivjakov        | Krystyna Dąbrowska      |
| 1990 | Singapore           | Konstantin Sakaev      | Tea Lanchava            |
| 1991 | Guarapuava          | Dharshan Kumaran       | Nino Khurtsidze         |
| 1992 | Duisburg            | Ronen Har-Zvi          | Almira Skripchenko      |
| 1993 | Bratislava          | Đào Thiên Hải          | Elina Danielyan         |
| 1994 | Seghedino           | Péter Lékó             | Natalja Žukova          |
| 1995 | Guarapuava          | Hrvoje Stević          | Rusudan Goletiani       |
| 1996 | Cala Galdana        | Alik Gershon           | Anna Zozulia            |
| 1997 | Erevan              | Levente Vajda          | Xu Yuanyuan             |
| 1998 | Oropesa del Mar     | Ibraghim Khamrakulov   | Wang Yu                 |
| 1999 | Oropesa del Mar     | Leonid Kritz           | Sopiko Khukhashvili     |
| 2000 | Oropesa del Mar     | Zviad Izoria           | Sopiko Khukhashvili     |
| 2001 | Oropesa del Mar     | Konstantine Shanava    | Nana Dzagnidze          |
| 2002 | Heraklion           | Levan Pantsulaia       | Tamara Čistjakova       |
| 2003 | Porto Carras        | Borki Predojević       | Polina Malyševa         |
| 2004 | Heraklion           | Maxim Rodshtein        | Bela Khotenashvili      |
| 2005 | Belfort             | Alex Lenderman         | Anna Muzyčuk            |
| 2006 | Batumi              | Jacek Tomczak          | Sopiko Guramishvili     |
| 2007 | Adalia              | Ioan Cristian Chirila  | Keti Tsatsalashvili     |
| 2008 | Vũng Tàu            | Baskaran Adhiban       | Nazi Paikidze           |
| 2009 | Adalia              | S. P. Sethuraman       | Deysi Cori Tello        |
| 2010 | Porto Carras        | Kamil Dragun           | Nastas'sja Zjazjul'kina |
| 2011 | Caldas Novas        | Jorge Cori             | Nastassia Ziaziulkina   |
| 2012 | Maribor             | Jurij Eliseev          | Anna Stjažkina          |
| 2013 | Al-Ain              | Murali Karthikeyan     | Gu Tianlu               |
| 2014 | Durban              | Alan Pichot            | Laura Unuk              |
| 2015 | Porto Carras        | Roven Vogel            | Stavroula Tsolakidou    |
| 2016 | Chanty-Mansijsk     | Haik M. Martirosyan    | Hagawane Aakanksha      |
| 2017 | Montevideo          | Andrej Esipenko        | Annie Wang              |
| 2018 | Porto Carras        | Shant Sargsyan         | Annmarie Muetsch        |
| 2019 | Mumbai              | Rudik Makarjan         | Leja Garifullina        |
| 2020 | Online [3]          | Frederik Svane         | Rakshitta Ravi          |
| 2021 | Online [3]          | Volodar Murzin         | Xeniya Balabayeva       |
| 2022 | Mamaia              | Pranav Anand           | Munkhzul Davaakhuu      |
| 2023 | Montesilvano        | Jakub Seemann          | Wang Chuqiao            |
| 2024 | Florianópolis       | Javier Habans Aguerrea | Afruza Khamdamova       |

### Torneo under-14

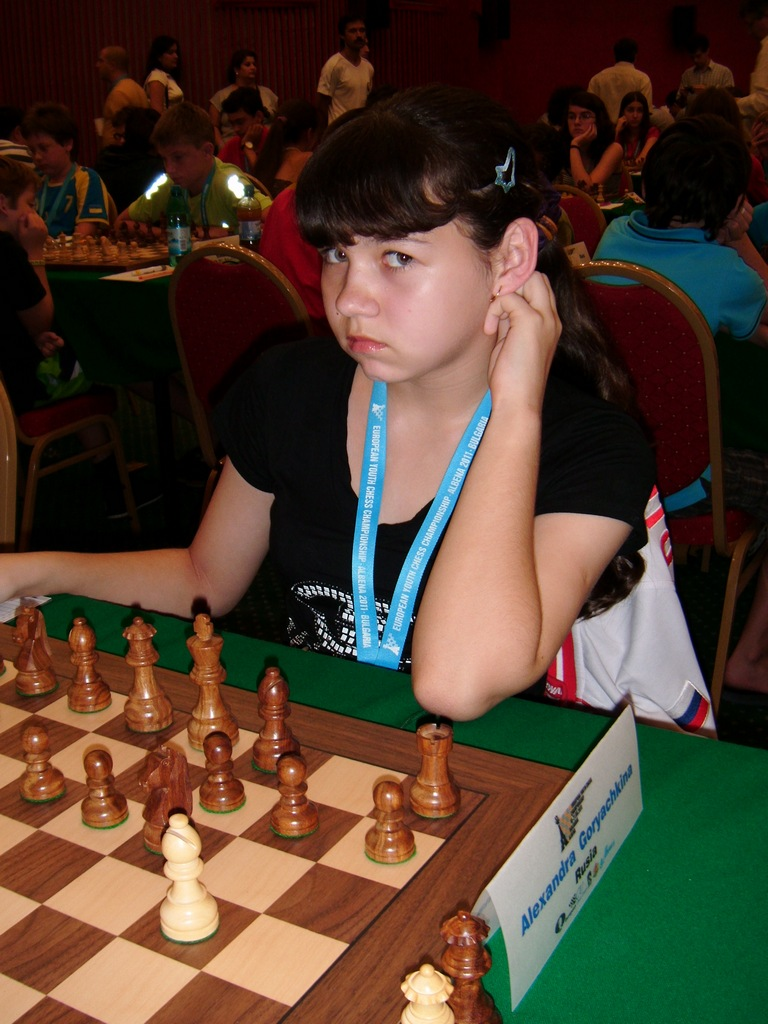
Torneo under-14: Aleksandra Gorjačkina durante l'edizione 2011.

| Anno | Località        | Torneo maschile           | Torneo femminile      |
| ---- | --------------- | ------------------------- | --------------------- |
| 1985 | Lomas de Zamora | Il'ja Gurevič             | Sandra Villegas       |
| 1986 | San Juan        | Joël Lautier              | Zsófia Polgár         |
| 1987 | San Juan        | Miroslav Marković         | Cathy Haslinger       |
| 1988 | Timișoara       | Eran Liss                 | Tea Lanchava          |
| 1989 | Aguadilla       | Veselin Topalov           | Anna Segal            |
| 1990 | Fond du Lac     | Judit Polgár              | Diana Darčija         |
| 1991 | Varsavia        | Marcin Kamiński           | Corina Peptan         |
| 1992 | Duisburg        | Jurij Tihonov             | Elina Danielian       |
| 1993 | Bratislava      | Vladimir Malachov         | Ruth Sheldon          |
| 1994 | Seghedino       | Alik Gershon              | Rusudan Goletiani     |
| 1995 | São Lourenço    | Valeriane Gaprindashvili  | Xu Xuun Yuan          |
| 1996 | Cala Galdana    | Gabriel Sargsyan          | Wang Yu               |
| 1997 | Cannes          | Sergej Grigor'janc        | Ana Matnadze          |
| 1998 | Oropesa del Mar | Bu Xiangzhi               | Nadežda Kosinceva     |
| 1999 | Oropesa del Mar | Zachar Jefymenko          | Zhao Xue              |
| 2000 | Oropesa del Mar | Oleksandr Areščenko       | Humpy Koneru          |
| 2001 | Oropesa del Mar | Viktor Erdős              | Salome Melia          |
| 2002 | Heraklion       | Luka Lenič                | Laura Rogule          |
| 2003 | Porto Carras    | Sjargej Žygalka           | Valentina Gunina      |
| 2004 | Heraklion       | Il'dar Chajrullin         | Dronavalli Harika     |
| 2005 | Belfort         | Lê Quang Liêm             | Elena Tajrova         |
| 2006 | Batumi          | Vasif Durarbeyli          | Klaudia Kulon         |
| 2007 | Adalia          | Sanan Sjugirov            | Nazi Paikidze         |
| 2008 | Vũng Tàu        | Santosh Gujrathi Vidit    | Padmini Rout          |
| 2009 | Adalia          | Jorge Cori Tello          | Marsel Efroimski      |
| 2010 | Porto Carras    | Kanan Izzat               | Dinara Säduakasova    |
| 2011 | Caldas Novas    | Kirill Alekseenko         | Aleksandra Gorjačkina |
| 2012 | Maribor         | Kayden Troff              | M. Mahalakshmi        |
| 2013 | Al-Ain          | Li Di                     | Stavroula Tsolakidou  |
| 2014 | Durban          | Liu Yan                   | Qiyu Zhou             |
| 2015 | Porto Carras    | Shamsiddin Vokhidov       | R. Vaishali           |
| 2016 | Chanty-Mansijsk | Lomasov Semen             | Zhu Jiner             |
| 2017 | Montevideo      | Dambasuren Batsuren       | D. Jishitha           |
| 2018 | Porto Carras    | Pedro Antonio Gines Esteo | Kaiyu Ning            |
| 2019 | Mumbai          | Aydin Suleymanli          | Meruert Kamalidenova  |
| 2020 | Online [3]      | Dommaraju Gukesh          | Eline Roebers         |
| 2021 | Online [3]      | Ediz Gurel                | Zsoka Gaal            |
| 2022 | Mamaia          | Llamparthi A R            | Zarina Nurgaliyeva    |
| 2023 | Montesilvano    | Pawel Sowinski            | Afruza Khamdamova     |
| 2024 | Florianópolis   | Patryk Cieslak            | Diana Khafizova       |

### Torneo under-12
| Anno | Località               | Torneo maschile      | Torneo femminile             |
| ---- | ---------------------- | -------------------- | ---------------------------- |
| 1986 | San Juan               | Dharshan Kumaran     | Dalines Borges               |
| 1987 | San Juan               | Héðinn Steingrímsson | Yvonne Krawiec               |
| 1988 | Timișoara              | Judit Polgár         | Zhu Chen                     |
| 1989 | Aguadilla              | Marcin Kamiński      | Diana Darčija                |
| 1990 | Fond du Lac            | Boris Avrukh         | Corina Peptan                |
| 1991 | Varsavia               | Rafael Leitão        | Dalia Blimke                 |
| 1992 | Duisburg               | Giorgi Bakhtadze     | Iweta Radziewicz             |
| 1993 | Bratislava             | Evgenij Šapošnikov   | Evgenija Časovnikova         |
| 1994 | Seghedino              | Lewon Aronyan        | Nguyen Thi Dung              |
| 1995 | São Lourenço           | Étienne Bacrot       | Viktorija Čmilytė            |
| 1996 | Cala Galdana           | Kamil Mitoń          | Aleksandra Kostenjuk         |
| 1997 | Cannes                 | Aleksandr Rjazancev  | Zhao Xue                     |
| 1998 | Oropesa del Mar        | Teymur Rəcəbov       | Humpy Koneru                 |
| 1999 | Oropesa del Mar        | Wang Yue             | Nana Dzagnidze               |
| 2000 | Oropesa del Mar        | Deep Sengupta        | Atousa Pourkashiyan          |
| 2001 | Oropesa del Mar        | Sergej Karjakin      | Shen Yang                    |
| 2002 | Heraklion              | Jan Nepomnjaščij     | Tan Zhongyi                  |
| 2003 | Porto Carras           | Wei Chenpeng         | Ding Yixin                   |
| 2004 | Heraklion              | Zhao Nan             | Klaudia Kulon                |
| 2005 | Belfort                | Srinath Narayanan    | Meri Arabidze                |
| 2006 | Batumi                 | Robert Aġasaryan     | Mariam Danelia               |
| 2007 | Adalia                 | Daniel Naroditsky    | Marsel Efroimski             |
| 2008 | Vũng Tàu               | Sayantan Das         | Zhai Mo                      |
| 2009 | Adalia                 | Bobby Cheng          | Sarasadat Khademalsharieh    |
| 2010 | Porto Carras           | Wei Yi               | Julija Os'mak                |
| 2011 | Caldas Novas           | Karthikeyan Murali   | Zhansaya Abdumalik           |
| 2012 | Maribor                | Samuel Sevian        | R. Vaishali                  |
| 2013 | Al-Ain                 | Aram Hakobyan        | Zhao Shengxin                |
| 2014 | Durban                 | Nguyen Anh Khoi      | Jennifer R. Yu               |
| 2015 | Porto Carras           | Mahammad Muradli     | Nurgjul Salimova             |
| 2016 | Batumi                 | Nikhil Kumar         | Bıbisara Asaubaeva           |
| 2017 | Poços de Caldas        | Vincent Tsay         | Deshmukh Divya               |
| 2018 | Santiago di Compostela | D. Gukesh            | Shri B. Savitha              |
| 2019 | Weifang                | Zhou Liran           | Galina Micheeva              |
| 2020 | Online [3]             | Dimitar Mardov       | Alice Lee                    |
| 2021 | Online [3]             | Ihor Samunenkov      | Alice Lee                    |
| 2022 | Batumi                 | Artem Uskov          | Shubi Gupta                  |
| 2023 | Sharm el-Sheikh        | Khuong Duy Dau       | Devindya Oshini Gunawardhana |
| 2024 | Montesilvano           | Mark Smirnov         | Tianhao Xue                  |

### Torneo under-10

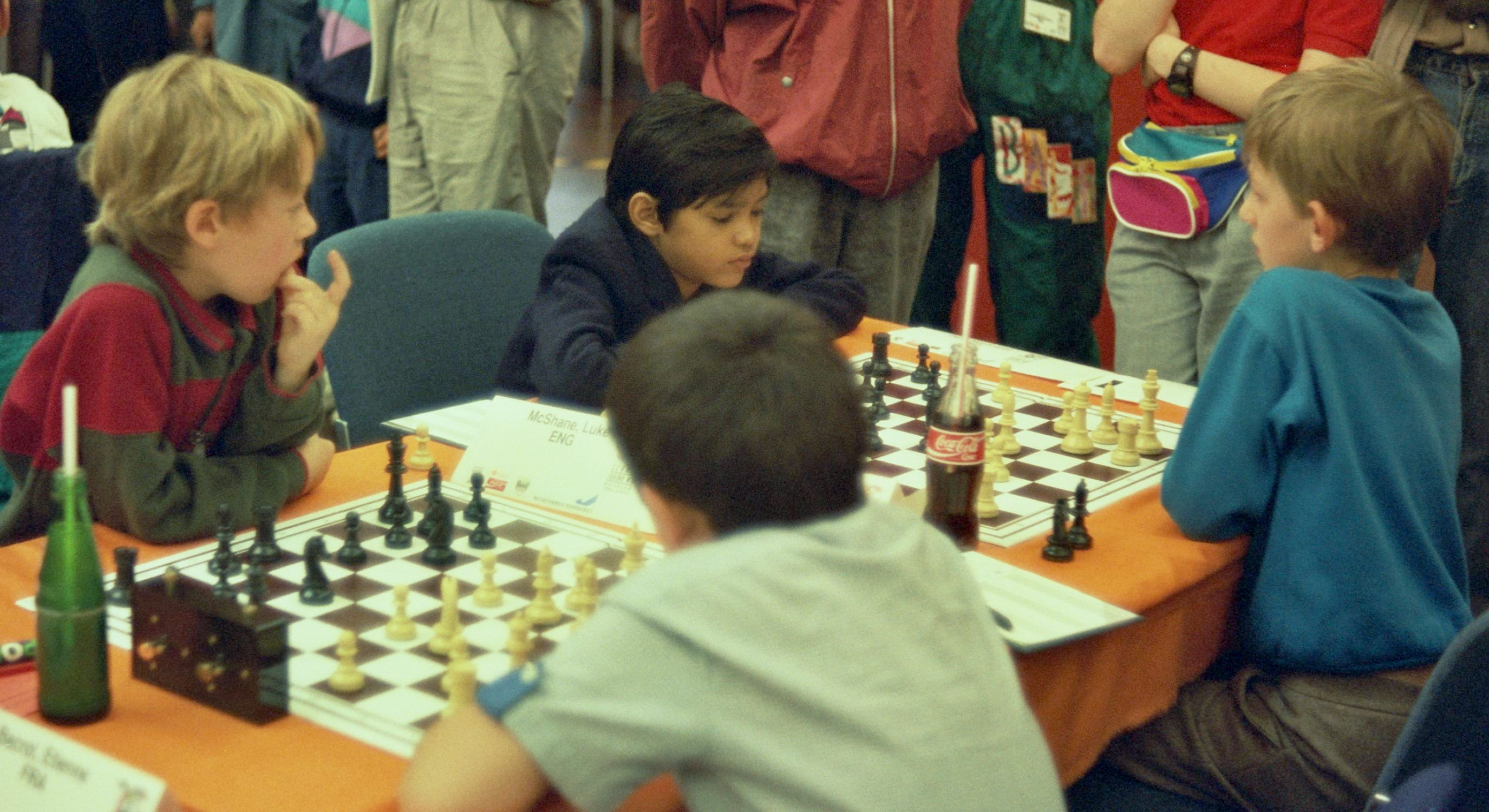
Torneo Under 10, ed. 1992 di Duisburg. Da sinistra a destra: Luke McShane, Neelotpal Das, Étienne Bacrot e Aleksandr Griščuk.

| Anno | Località               | Torneo maschile           | Torneo femminile          |
| ---- | ---------------------- | ------------------------- | ------------------------- |
| 1986 | San Juan               | Jeff Sarwer               | Julia Sarwer              |
| 1987 | San Juan               | John Viloria              | Suzanna Urminska          |
| 1988 | Timișoara              | Horge Hasbun John Viloria | Corina Peptan             |
| 1989 | Aguadilla              | Irwin Irnandi             | Antoaneta Stefanova       |
| 1990 | Fond du Lac            | Nawrose Farh Nur          | Evelyn Moncayo            |
| 1991 | Varsavia               | Adrien Leroy              | Carmen Voicu              |
| 1992 | Duisburg               | Luke McShane              | Parvana Ismaïlova         |
| 1993 | Bratislava             | Étienne Bacrot            | Ana Matnadze              |
| 1994 | Seghedino              | Sergej Griščenko          | Svetlana Čeredničenko     |
| 1995 | São Lourenço           | Boris Gračëv              | Alina Moţoc               |
| 1996 | Cala Galdana           | Pentala Harikrishna       | Maria Kursova             |
| 1997 | Cannes                 | Javad Alavi               | Humpy Koneru              |
| 1998 | Oropesa del Mar        | Evgenij Romanov           | Vera Nebolsina            |
| 1999 | Oropesa del Mar        | Dmitrij Andrejkin         | Katerina Lahno            |
| 2000 | Oropesa del Mar        | Nguyen Ngoc Truong Son    | Tan Zhongyi               |
| 2001 | Oropesa del Mar        | Tamas Fodor               | Tan Zhongyi               |
| 2002 | Heraklion              | Eltac Səfərli             | Lara Stock                |
| 2003 | Porto Carras           | Sanan Sjugirov            | Hou Yifan                 |
| 2004 | Heraklion              | Yu Yangyi                 | Meri Arabidze             |
| 2005 | Belfort                | Sahaj Grover              | Wang Jue                  |
| 2006 | Batumi                 | Koushik Girish            | Choletti Sahajasri        |
| 2007 | Adalia                 | Wang Tong Sen             | Anna Stjažkina            |
| 2008 | Vũng Tàu               | Jan-Krzysztof Duda        | Aleksandra Gorjačkina     |
| 2009 | Adalia                 | Bai Jinshi                | Gunay Mammadzada          |
| 2010 | Porto Carras           | Jason Cao                 | Davaademberel Nominerdene |
| 2011 | Caldas Novas           | Zhu Yi                    | Aleksandra Obolentseva    |
| 2012 | Maribor                | Nguyen Anh Khoi           | N. Priyanka               |
| 2013 | Al-Ain                 | Awonder Liang             | Saina Salonika            |
| 2014 | Durban                 | Nihal Sarin               | Divya Deshmukh            |
| 2015 | Porto Carras           | Rameshbabu Praggnanandhaa | Ravi Rakshitta            |
| 2016 | Batumi                 | Ilya Makoveev             | Rochelle Wu               |
| 2017 | Poços de Caldas        | Liran Zhou                | Yaqing Wei                |
| 2018 | Santiago di Compostela | Jin Yueheng               | Samantha Edithso          |
| 2019 | Weifang                | Savva Vethokhin           | Alice Lee                 |
| 2020 | Online [3]             | Sina Movahed              | Omya Vidyarthi            |
| 2021 | Online [3]             | Kaan Yagiz                | Diana Preobrazhenskaya    |
| 2022 | Batumi                 | David Lacan Rus           | Nika Venskaya             |
| 2023 | Sharm el-Sheikh        | Danis Kuandykuly          | Tianhao Xue               |
| 2024 | Montesilvano           | Roman Shogdzhiev          | Alanna Berikkyzy          |

### Torneo under-8

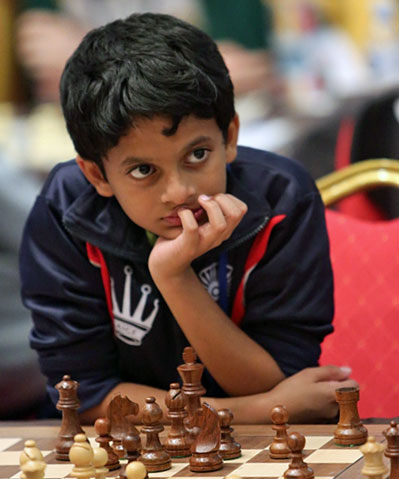
Torneo under-8: Nihal Sarin durante l'edizione 2014.

| Anno | Località               | Torneo maschile        | Torneo femminile      |
| ---- | ---------------------- | ---------------------- | --------------------- |
| 2006 | Batumi                 | Chennamsetti Mohineesh | Ivana Furtado         |
| 2007 | Adalia                 | Konstantin Savenkov    | Ivana Furtado         |
| 2008 | Vũng Tàu               | Tran Minh Thang        | Zhansaya Abdumalik    |
| 2009 | Adalia                 | Arian Gholami          | Chu Ruotong           |
| 2010 | Porto Carras           | Gadimbayli Azar        | Li Yunshan            |
| 2011 | Caldas Novas           | Awonder Liang          | Assaubayeva Bibissara |
| 2012 | Maribor                | Nodirbek Abdusattorov  | Motahare Asadi        |
| 2013 | Al-Ain                 | R. Praggnanandhaa      | Harmony Zhu           |
| 2014 | Durban                 | Ilya Makoveev          | Davaakhuu Munkhzul    |
| 2015 | Porto Carras           | Bharath Subramaniyam   | Le Cam Hien Nguyen    |
| 2016 | Batumi                 | Shageldi Kurbandurdyew | Aisha Zakirova        |
| 2017 | Poços de Caldas        | Aren C. Emrikian       | Alserkal Rouda Essa   |
| 2018 | Santiago di Compostela | Yuvraj Chennareddy     | Zhao Yunqing          |
| 2019 | Weifang                | Artem Lebedev          | Yuan Zhilin           |
| 2020 | non disputato          |                        |                       |
| 2021 | non disputato          |                        |                       |
| 2022 | Batumi                 | Marc Llari             | Charvi A              |
| 2023 | Sharm el-Sheikh        | Roman Shogdzhiev       | Bodhana Sivanandan    |
| 2024 | Montesilvano           | Reddy Adulla Divith    | Zhihan Chen           |